# Catharsius pseudocongolensis
Catharsius pseudocongolensis là một loài bọ cánh cứng trong họ Bọ hung (Scarabaeidae).